# The Third Eye

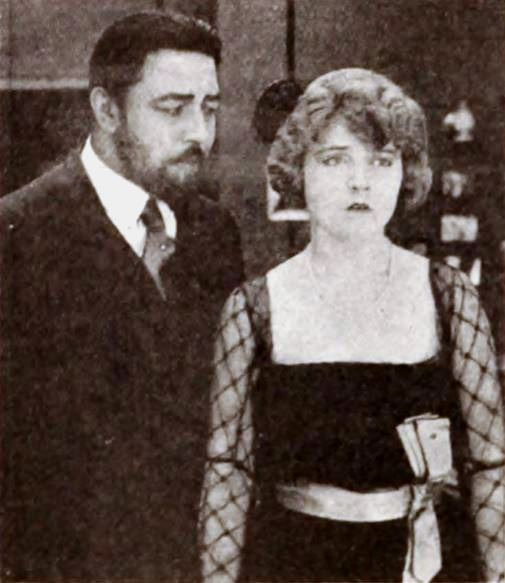
Cena do seriado The Third Eye (1920) com Warner Oland e Eileen Percy, p. 78 de 5 de junho de 1920, Exhibitors Herald

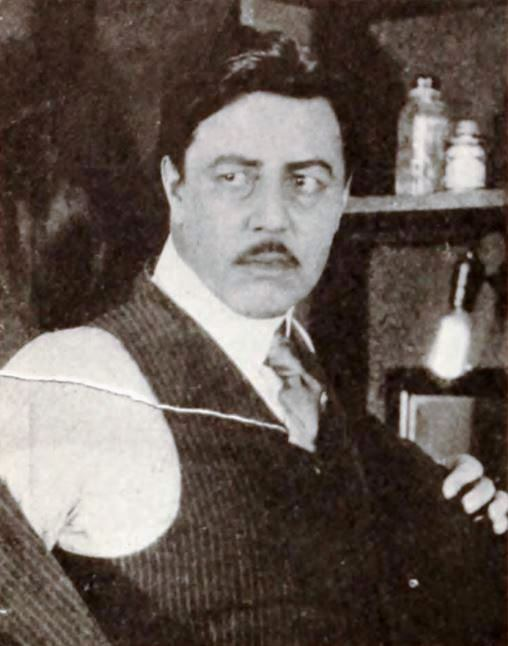
Cena do seriado The Third Eye (1920) com Warner Oland, p. 96 de 26 de junho de 1920, Exhibitors Herald

The Third Eye é um seriado estadunidense de 1920, gênero drama, dirigido por James W. Horne, em 15 capítulos, estrelado por Warner Oland e Eileen Percy. Produzido pela Astra Films e distribuído pela Pathé Exchange, veiculou nos cinemas estadunidenses entre 23 de maio e 29 de agosto de 1920.
Este seriado é considerado perdido.

## Sinopse
O enredo se forma em torno do fato de uma câmera captar um assassinato durante a filmagem em um estúdio de cinema.

## Elenco
- Warner Oland - Curtis Steele / Malcolm Graw
- Eileen Percy - Rita Moreland
- Jack Mower - Dick Keene
- Olga Grey - Zaida Savoy
- Mark Strong - Detective Gale

## Capítulos
1. The Poisoned Dagger
2. The Pendulum of Death
3. In Destruction's Path
4. Daggers of Death
5. The Black Hand Bag
6. The Death Spark
7. The Crook's Ranch
8. Trails of Danger
9. The Race for Life
10. The House of Terrors
11. The Long Arm of Vengeance
12. Man Against Man
13. Blind Trails of Justice
14. At Bay
15. Triumph of Justice

Fonte: